# Атланта фалконси
Атланта фалконси (енгл. Atlanta Falcons) су професионални тим америчког фудбала са седиштем у Атланти у Џорџији. Утакмице као домаћин клуб игра на стадиону Џорџија доум. Наступа у НФЦ-у у дивизији Југ. Клуб је основан 1966. и до сада није мењао назив.
„Фалконси“ никад нису били прваци НФЛ. Маскота клуба је соко „Фреди Фалкон“.